# Meš-ki-ang-gašer
Meš-ki-ang-gašer (sumersko 𒈩𒆠𒉘𒂵𒊺𒅕, Meš-3-ki-aŋ₂-ga-še-er, Meš-ki-aĝ-gašer, Mes-Kiag-Gašer in več drugih transkripcij) je bil sumerski vladar in ustanovitelj Prve uruške dinastije in oče svojega naslednika Enmerkarja. Če je bil zgodovinski vladar, je vladal v poznem uruškem obdobju:
"V E-ani je Meš-ki-aĝ-gašer, sin Utuja, postal vladar in vladal 324 [ali 325] let. Meš-ki-aĝ-gašer je stopil v morje in izginil. Enmerkar, sin Meš-ki-aĝ-gašerja, kralja Unuga, ki je zgradil Unug, je postal kralj; vladal je 420 let."
E-ana ("nebeška hiša") je bil Inanin tempelj v Uruku, se pravi da je Meš-ki-ang-gašer vladal trdnjavi ali templju, okoli katerega je njegov sin zgradil mesto Uruk. Tempelj je postal glavno svetišče mestne zavetnice Inane.
V nasprotju z njegovimi nasledniki Enmerkarjem, Lugalbando, Dumuzidom Ribičem  in Gilgamešem je  Meš-ki-ang-gašer znan samo s Seznama  sumerskih kraljev, ne pa tudi iz epov ali legend. Njegova narava sina boga sonca, ustanovitelja velike dinastije in njegovo skrivnostno "izginotje" v morju mu dajejo večinoma mitološki značaj. Njegov sin Enmerkar se v sumerski legendi Enmerkar in gospodar Arate imenuje tudi "sin Utuja". V pripovedi je razen za ustanovitev Uruka  zaslužen tudi za gradnjo templja v Eriduju in izum pisanja na glinene tablice.
V sistemu za istovetenje oseb iz bronaste dobe z osebami iz Hebrejske Biblije, ki ga je postavil David Rohl, Meš-ki-ang-gašer ustreza Kušu.

## Sklica
1. ↑  Electronic Text Corpus of Sumerian Literature.
2. ↑   Legend: Genesis of Civilisation. Arrow Books Ltd, London, 1999. str. 451-452. Glej tudi Mizraim.

| Meš-ki-ang-gašer Prva uruška dinastija |                                                              |                     |
| Vladarski nazivi                       |                                                              |                     |
| Predhodnik: Prva kiška dinastija       | Ensi Uruka okoli 3400-3100 pr. n. št. (pozno uruško obdobje) | Naslednik: Enmerkar |